# آلن برزیل
آلن برزیل (انگلیسی: Alan Brazil؛ زادهٔ ۱۵ ژوئن ۱۹۵۹) بازیکن فوتبال اهل اسکاتلند بود.
از باشگاه‌هایی که در آن بازی کرده‌است می‌توان به باشگاه فوتبال کاونتری سیتی، باشگاه فوتبال تاتنهام هاتسپر، باشگاه فوتبال کویینز پارک رنجرز، باشگاه فوتبال ایپسویچ تاون، باشگاه فوتبال منچستر یونایتد، باشگاه فوتبال ویتام تاون، و باشگاه فوتبال چلمزفورد سیتی اشاره کرد.
وی همچنین در تیم‌های ملی فوتبال زیر ۲۱ سال اسکاتلند و اسکاتلند بازی کرده‌است.